# Corn Laws

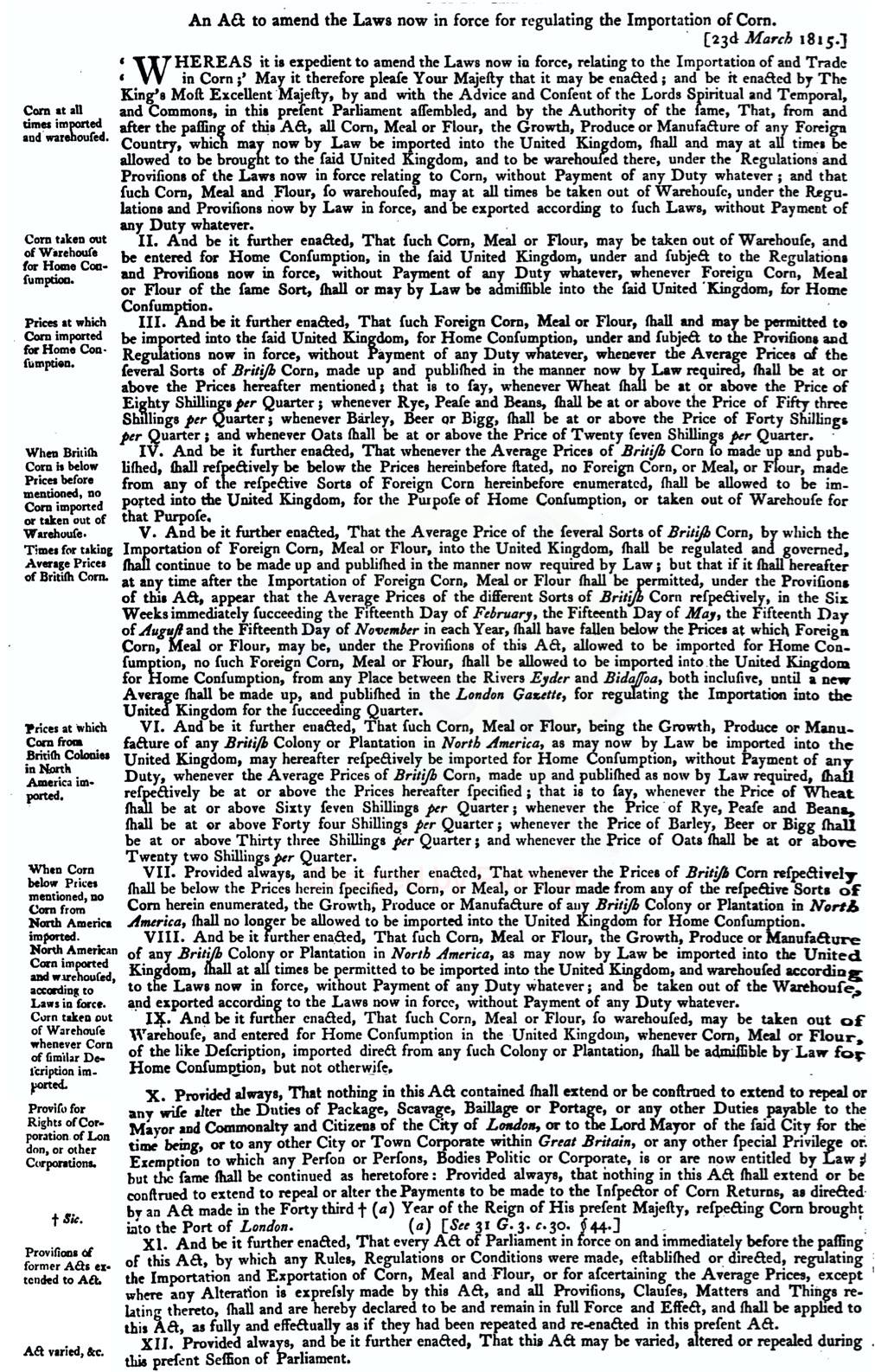
Corn Law de 1814, lei que alterava as leis então em vigor para regular a importação de grãos.

As Corn Laws (Leis dos Cereais) foram tarifas à importação para apoiar os preços dos cereais britânicos contra a concorrência de importações estrangeiras mais baratas, que estiveram vigentes entre 1815 e 1846. Foram estabelecidas pelo Importation Act 1815 (55 Geo. 3 c. 26) e revogadas pela Importation Act 1846 (9 & 10 Vict. c. 22). Estas leis são frequentemente vistas como exemplos de mercantilismo britânico, pois
... foram concebidas para proteger aos produtores rurais ingleses ao promover a exportação e limitar a importação de grãos, quando os preços caíram abaixo do ponto fixado. Foram finalmente abolidas devido às agitações dos militantes da Liga Anti-Corn Law, formada, em 1839, em Manchester, que sustentava que as leis que significavam um subsídio que incrementava os custos industriais. Depois de uma prolongada campanha, os opositores da tarifa finalmente obtiveram o que queriam em 1846, um triunfo significativo que era indicativo do novo poder político da classe média inglesa. 
Essas Leis impediram as importações de cereais baratos, inicialmente simplesmente proibindo a importação abaixo de um preço definido, e mais tarde impondo impostos de importação elevados, tornando demasiado caro importar cereais do estrangeiro, mesmo quando os fornecimentos de alimentos eram escassos.
Desse modo, aumentaram os lucros e o poder político dos proprietários de terra, enquanto que aumentaram os preços dos alimentos e os custos de vida para as populações urbanas, criando dificuldades para o crescimento de outros setores econômicos britânicos, como a indústria transformadora, pois a elevação do custo de vida dos operários, os levava a exigirem maiores salários.
Essas Leis sofreram forte oposição das populações urbanas que tinham menor poder político do que os proprietários de terra. Os dois primeiros anos da Grande Fome na Irlanda (1845-46), criaram uma situação que exigiu uma maior importação de alimentos. Foi nesse contexto, que Robert Peel, então Primeiro Ministro do Partido Conservador, em 1846, passou a apoiar a revogação das Corn Laws e, para isso, contou com o apoio do Partido Whig no Parlamento (partido que, historicamente defendia a revogação dessas Leis), superando a oposição da maior parte do seu próprio partido.
Os historiadores económicos vêem a revogação das Corn Laws como uma mudança decisiva em direção ao livre comércio na Grã-Bretanha (ver: Escola de Manchester).  De acordo com um estudo de 2021, a revogação das Leis do Milho beneficiou economicamente os 90% das pessoas com rendimentos mais baixos no Reino Unido, ao mesmo tempo que causou perdas de rendimentos para os 10% das pessoas com rendimentos mais elevados.

## Origens
O comércio de cereais foi, durante muito tempo, objeto de debate e de regulamentação governamental – os Tudors legislaram contra a especulação no milho e os Stuarts introduziram controlos de importação e exportação.
Em 1689, os comerciantes receberam recompensas pelas exportações de centeio, malte e trigo, sendo as mesmas mercadorias tributadas quando importadas para a Inglaterra.
Em 1773, uma lei para regular a importação e exportação de milho revogou os controles elisabetanos sobre a especulação de grãos; mas também previa a interrupção das exportações e permitia as importações quando o preço estava acima de determinado valor, procurando proteger dos consumidores. 
Na década de 1790, a questão voltou a ser debatida, por figuras como Edmund Burke.  Desse modo, em 1791 e 1804, foram feitas emendas à Lei de 1773, para proteger os interesses dos produtores agrícolas.
Em 1813, um Comitê da Câmara dos Comuns recomendou a proibição da importação do trigo até que o preço do trigo cultivado internamente excedesse determinado valor. O economista político Thomas Malthus acreditava que este era um preço justo e que seria perigoso para a Grã-Bretanha depender do excessivamente trigo importado porque preços mais baixos reduziriam os salários dos trabalhadores e os fabricantes perderiam devido à diminuição do poder de compra de proprietários e agricultores.
Em 1815, com o fim das Guerras Napoleônicas, houve uma redução dos preços dos cereais. Nesse contexto, o governo conservador Robert Jenkinson aprovou a Corn Law de 1815 (oficialmente uma lei para alterar as leis então em vigor para regular a importação de cereais) para manter altos os preços dos cereais. Isso resultou em graves tumultos em Londres e ao Massacre de Peterloo em Manchester. Essa manifestação foi uma antecipação da crescente corrente radical que foi reprimida por medidas tais como as Six Acts.
Em 1816, o Ano Sem Verão (causado pela erupção, em 1815, do Monte Tambora, na Indonésia) causou fome ao reduzir desastrosamente o rendimento das colheitas. A redução do padrão de vida causada pela escassez de alimentos devido a colheitas fracas deram origem a tumultos.
O valor fixado, em 1815, que permitiria o retorno das importações de cereais era tão elevado que, até a revogação da Lei, nunca foi alcançado.

## Oposição
Em 1820, a "Petição dos Comerciantes", escrita por Thomas Tooke foi apresentada à Câmara dos Comuns. Essa petição defendia o livre comércio e o fim das tarifas protecionistas. Entretanto, Primeiro-ministro, Robert Jenkinson, apesar de ser dizer favorável ao livre comércio, foi contrário à petição, sob o argumento que "restrições complicadas" dificultavam a revogação de leis protecionistas. Acrescentou, porém, que acredita que o domínio económico da Grã-Bretanha cresceu apesar, e não por causa, do sistema protecionista.
Em 1821, William Huskisson, então presidente da Junta Comercial, redigiu um relatório que recomendava um retorno ao comércio "praticamente livre" dos anos anteriores a 1815.
A Lei de Importação de 1822 decretou que o trigo poderia ser importado quando o preço do trigo colhido internamente subisse para determinado patamar mas, depois que esta lei foi aprovada, até 1828, o preço do trigo nunca subiu até o patamar que permitiria a importação.
Em 1827, os proprietários de terras rejeitaram as propostas para o estabelecimento de uma escala móvel para tarifas de importação, pois isso reduziria o nível de proteção. Em 1828, o novo primeiro-ministro, Arthur Wellesley, que também pertencia ao Partido Tory, conseguiu aprovar a Lei de Importação de Cereais de 1828, que estabelecia uma escala móvel para tarifas de importação, que permitia a importação com a cobrança de tarifas de importação quando o preço do trigo atingisse patamares que eram efetivamente praticados, sendo que as alíquotas eram reduzidas, a medida em que os preços praticados subiam. 
Durante a maior parte do período compreendido entre 1830 e 1841, o Partido Whig ficou no poder, mas preferiu não revogar as Corn Laws, embora muitos de seus apoiadores fossem favoráveis a essa revogação. Dentre os defensores dessa revogação, dentro do Partido Whig, destacou-se o deputado liberal Charles Pelham Villiers que, no período compreendido entre 1837 a 1845, propôs moções de revogação das as Corn Laws na Câmara dos Comuns todos os anos.
Em 1838, Villiers discursou numa reunião, organizada  em Manchester pela Anti-Corn Law League, para 5.000 “homens da classe trabalhadora”. Em 1840, o Comitê de Direitos de Importação publicou um importante estudo que examinou os efeitos das Corn Laws. Dezenas de milhares de exemplares foram impressos em forma de panfleto pela Anti-Corn Law League, fundada em 1838. A publicação foi mencionada nos principais jornais, reimpressa na América, e publicada, de forma abreviada, pela revista The Spectator.
Nas eleições de 1841, o conservador Robert Peel tornou-se primeiro-ministro e Richard Cobden, um grande defensor do livre comércio, foi eleito pela primeira vez. Peel estudou as obras de Adam Smith, David Hume e David Ricardo, e proclamou em 1839: "Li tudo o que foi escrito pelas mais graves autoridades em economia política sobre o tema aluguel, salários, impostos, dízimos.".
Entre 1837 a 1845, Peel votou contra todas as moções que defendiam a revogação das Corn Laws. Em 1842, aceitando parcialmente os argumentos do estudo Comitê de Direitos de Importação sobre os efeitos das Corn Laws, publicado em 1840, defendeu a redução das alíquotas sobre a importação de cereais, que obedeciam a uma escala móvel.
Para compensar as perdas de arrecadação que poderiam decorrer das reduções de alíquotas sobre as importação de cereais, a partir de 1842, o imposto de renda voltou a ser cobrado no Reino Unido.
Por outro lado, os proprietários de terras alegavam que industriais como Richard Cobden queriam alimentos baratos para que pudessem reduzir os salários e assim maximizar os seus lucros.
A Anti-Corn Law League financiou escritores como William Cooke Taylor que publicou uma série de livros como propagandista da Liga, dentre eles: The Natural History of Society (1841), Notes of a tour nos distritos industriais de Lancashire (1842) e Factories and the Factory System (1844). Cobden e os demais integrantes da Anti-Corn Law League acreditavam que comida barata significava maiores salários reais e Cobden elogiou um discurso de um trabalhador que disse:
Quando os preços dos alimentos são elevados, as pessoas ficam com poucos recursos para comprar roupas; e quando têm pouco com que comprar roupas, poucas roupas são vendidas; e quando há poucas roupas vendidas, há muitas para vender, são muito baratas; e quando são muito baratos, não se paga muito para produzi-los: e que, consequentemente, os salários dos trabalhadores industriais são reduzidos, as fábricas são fechadas, os negócios são arruinados e a angústia geral se espalha por todo o país. Mas quando, como agora, o trabalhador tem recursos restantes no bolso, ele compra mais roupas com eles (sim, e outros artigos de conforto também), e isso aumenta a procura por eles, e maior a procura faz com que subam de preço, e o aumento do preço permite ao trabalhador obter salários mais elevados e aos senhores melhores lucros. Esta é, portanto, a forma como demonstro que preços elevados para os alimentos geram salários mais baixos e que preços reduzidos para os alimentos geram salários mais elevados.
A revista The Economist foi fundada em setembro de 1843 pelo político James Wilson com a ajuda da Anti-Corn Law League; seu genro Walter Bagehot mais tarde tornou-se seu editor.

## Prelúdio da revogação
Em fevereiro de 1844, Charles Gordon-Lennox fundou a Central Agricultural Protection Society (CAPS) para fazer campanha contra a revogação das Corn Laws.
Em 1844, a agitação favorável à revogação diminuiu, pois ocorreram boas colheitas, o que reduziu o preço dos alimentos. No entanto, a situação se inverteu mudou no final de 1845, com colheitas fracas que deram início, inclusive à Grande Fome na Irlanda
Mesmo no contexto de crise alimentar, a Irlanda continuou a exportar quantidades substanciais de alimentos para a Grã-Bretanha. O problema na Irlanda não era a falta de alimentos, mas o seu preço, que estava fora do alcance dos pobres.
Nesse contexto, o Primeiro Ministro Robert Peel defendeu, em reunião no Gabinete de Ministros, que as tarifas sobre os grãos deveriam ser rescindidas por ordem do Conselho de Ministros até que o Parlamento se reunisse para revogar as Corn Laws, no entanto, maior parte dos Ministros se opôs à proposta.
No dia 22 de novembro de 1845, o líder da oposição: John Russell, do Partido Whig, anunciou em uma carta aberta aos eleitores na cidade de Londres, o seu apoio à revogação imediata das Corn Laws e apelou ao governo para que tomasse medidas urgentes para evitar a fome. 
O aparecimento da carta de Russell fez com que Robert Peel e os defensores do livre comércio dentro do Ministério Conservador retomassem os esforços para a revogação das Corn Laws, apesar das objecções dos seus colegas proteccionistas.
No dia 04 de dezembro de 1845, apareceu um anúncio no The Times de que o governo havia decidido destituir o Parlamento em janeiro de 1846 para revogar as Corn Laws.
Nesse contexto, Edward Smith-Stanley renunciou ao seu cargo como Ministro em protesto contra os esforços de Robert Peel para revogar as Corn Laws. Rapidamente ficou claro para Robert Peel que não seria possível fazer com que a maior parte do seu Partido Tory apoiasse a revogação das Corn Laws, por isso, no dia 11 de Dezembro, renunciou ao cargo de Primeiro-Ministro.
Diante da renúncia de Robert Peel, a Rainha Vitória mandou chamar o líder da oposição: John Russell, do Partido Whig, para formar um novo governo, mas, sendo os Whigs uma minoria na Câmara dos Comuns, ele tinha que obter parte dos votos dos conservadores. Desse modo, Russell ofereceu a Richard Cobden o cargo de vice-presidente da da Junta Comercial, mas ele recusou a oferta, preferindo permanecer um defensor do livre comércio fora do governo. 
No dia 21 de dezembro, Russell informou à Rainha que não poderia aceitar o cargo, pois não conseguiria a maioria dos votos para aprovar o Gabinete de Ministros. Mais tarde, naquele mesmo dia, Robert Peel concordou em continuar como primeiro-ministro, mas, com a maioria do seu próprio partido a opor-se às suas propostas, ele dependia agora do apoio dos Whigs para conseguir a revogação.
Após a destituição do Parlamento, a Central Agricultural Protection Society intensificou sua campanha contra a revogação das Corn Laws.

## Revogação
Em 1845 e 1846, os primeiros dois anos da Grande Fome na Irlanda, houve uma queda desastrosa no abastecimento de alimentos. O Primeiro-ministro Robert Peel defendeu a revogação das Corn Laws, apesar da oposição da maior parte do Partido Conservador.
No dia 27 de janeiro de 1846, Peel apresentou um plano de seu governo, segundo o qual as Corn Laws seriam abolidas no dia 1º de fevereiro de 1849, após três anos de reduções graduais das tarifas de importação.
Nesse contexto, Benjamin Disraeli e George Bentinck emergiram como os opositores mais vigorosos da revogação das Corn Laws, argumentando que tal revogação enfraqueceria social e politicamente os proprietários de terras e, portanto, destruiria a "constituição territorial" da Grã-Bretanha ao fortalecer os interesses comerciais.
No dia 15 de maio de 1846, ocorreu a terceira leitura, depois disso o Projeto foi aprovado por 327 votos contra 229. No dia 25 de junho, o projeto foi aprovado na Câmara dos Lordes.

## Bibliografía
- Blake, R. [1968] (1998) Disraeli, Rev. ed., Londres: Prion, ISBN 1-85375-275-4
- Bright J. and Thorold Rogers, J.E. (eds.) [1870](1908) Speeches on Questions of Public Policy by Richard Cobden, M.P., Vol. 1, Londres : T. Fisher Unwin, republished as Cobden, R. (1995), London : Routledge/Thoemmes, ISBN 0-415-12742-4
- Coleman, B. (1996) "1841-1846". En: Seldon, A. (ed.), How Tory Governments Fall. The Tory Party in Power since 1783, Londres: Fontana, ISBN 0-00-686366-3
- Cooke Taylor, W. (1841) Natural History of Society, D. Appleton & Co., New York
- Cooke Taylor, W. (1842) Notes of a tour in the manufacturing districts of Lancashire,
- Cooke Taylor, W. (1844) Factories and the Factory System, Jeremiah How, London
- Ensor, R.C.K. (1936) England, 1870-1914, The Oxford history of England 14, Oxford : Clarendon Press, ISBN 0-19-821705-6
- Hirst, F. W. (1925) From Adam Smith to Philip Snowden. A history of free trade in Great Britain, Londres : T. Fisher Unwin, 88 p.
- Marx, K. (1970) Capital: a critique of political economy; Vol. 3: the process of capitalist production as a whole, Engels, F. (Ed.), Londres : Lawrence & Wishart, ISBN 0-85315-028-1
- Morley, J. (1905) The Life of Richard Cobden, 12th ed., Londres : T. Fisher Unwin, 985 p., reeditado en Londres: Routledge/Thoemmes (1995), ISBN 0-415-12742-4
- Schonhardt-Bailey, C. (2006) From the Corn Laws to Free Trade: interests, ideas, and institutions in historical perspective, Cambridge, Mass.; London : The MIT Press, ISBN 0-262-19543-7
- Semmel, B. (2004) The Rise of Free Trade Imperialism: classical political economy the empire of free trade and imperialism, 1750-1850, Cambridge University Press, ISBN 0-521-54815-2
- Woodward, E.L., Sir (1962) The Age of Reform, 1815-1870, The Oxford history of England 13, 2nd Ed., Oxford : Clarendon Press, ISBN 0-19-821711-0